# Morti nel 1760
| Questa pagina contiene informazioni ricavate automaticamente dalle voci biografiche con l'ausilio del template Bio e di un bot. L'aggiornamento è periodico e automatico e ricostruisce completamente la pagina. Se manca una persona in questa lista, sei pregato di non aggiungerla, ma accertati piuttosto che la sua voce biografica contenga il template Bio e che i dati anagrafici siano correttamente compilati. Se il template Bio manca, inseriscilo tu stesso o, in alternativa, metti l'avviso {{tmp\|Bio}} che ne segnala la mancanza. Se i dati riportati sono sbagliati, correggi direttamente la voce biografica; le modifiche saranno visibili in questa lista entro pochi giorni. Per chiarimenti vedi il progetto biografie. La lista contiene solo le 97 persone che sono citate nell'enciclopedia e per le quali è stato implementato correttamente il template Bio. Pagina aggiornata al 2 ago 2025. |

## Gennaio(7)
- 10 gennaio - Cirillo VI Tanas, vescovo cattolico e patriarca cattolico siriano (n. 1680)
- 10 gennaio - Felix Anton Scheffler, pittore tedesco (n. 1701)
- 12 gennaio - Antonia Merighi, contralto italiano (n. 1695)
- 19 gennaio - Giuseppe Belli, cantante castrato italiano (n. 1732)
- 20 gennaio - John Colson, matematico e presbitero inglese (n. 1680)
- 23 gennaio - Gianantonio Guardi, pittore italiano (n. 1699)
- 24 gennaio - Lavinia Fenton, attrice teatrale e nobildonna britannica (n. 1708)

## Febbraio(10)
- 1º febbraio - Guglielmo VIII d'Assia-Kassel, nobile (n. 1682)
- 5 febbraio - Agustín de Ahumada y Villalón, politico e militare spagnolo
- 8 febbraio - Stanisław Potocki, nobile e politico polacco (n. 1698)
- 13 febbraio - Carlo Giuseppe Merlo, architetto e ingegnere italiano (n. 1690)
- 14 febbraio - Giovanni Francesco Brignole Sale, politico e militare italiano (n. 1695)
- 14 febbraio - Isaac Hawkins Browne, politico e poeta inglese (n. 1705)
- 14 febbraio - François Colin de Blamont, compositore francese (n. 1690)
- 14 febbraio - Claude Guimond de La Touche, drammaturgo francese (n. 1723)
- 22 febbraio - Anna Magdalena Bach, musicista tedesca (n. 1701)
- 29 febbraio - Giuseppe Monti, botanico italiano (n. 1682)

## Marzo(4)
- 4 marzo - Carlotta di Rohan-Soubise, nobile francese (n. 1737)
- 14 marzo - Anton Filtz, compositore tedesco (n. 1733)
- 21 marzo - Betty Parris, statunitense (n. 1682)
- 26 marzo - Margaret Woffington, attrice teatrale irlandese

## Aprile(9)
- 3 aprile - John Rous, militare britannico (n. 1702)
- 6 aprile - František Xaver Klobušický, arcivescovo cattolico slovacco (n. 1707)
- 11 aprile - Maurizio di Anhalt-Dessau, generale prussiano (n. 1712)
- 11 aprile - Louis Silvestre II, pittore francese (n. 1675)
- 14 aprile - Domenico Pecchio, pittore italiano (n. 1687)
- 16 aprile - Charlotte Charke, attrice teatrale inglese (n. 1713)
- 18 aprile - Eleonora di Schleswig-Holstein-Sonderburg-Wiesenburg, nobildonna tedesca (n. 1715)
- 19 aprile - Michele Mascitti, violinista e compositore italiano (n. 1664)
- 22 aprile - Agostino Maria Neuroni, vescovo cattolico svizzero (n. 1690)

## Maggio(7)
- 5 maggio - Laurence Shirley, IV conte Ferrers, nobile e assassino britannico (n. 1720)
- 6 maggio - Bernardino Tafuri, scrittore e bibliografo italiano (n. 1695)
- 9 maggio - Nikolaus Ludwig von Zinzendorf, teologo tedesco (n. 1700)
- 10 maggio - Christoph Graupner, compositore e clavicembalista tedesco (n. 1683)
- 11 maggio - Alaungpaya, sovrano birmano (n. 1714)
- 27 maggio - Giacomo Rampini, compositore italiano (n. 1680)
- 30 maggio - Giovanna di Holstein-Gottorp, principessa tedesca (n. 1712)

## Giugno(10)
- 8 giugno - Sallustio Bandini, presbitero, politico e economista italiano (n. 1677)
- 10 giugno - Willoughby Bertie, III conte di Abingdon, nobile inglese (n. 1692)
- 12 giugno - Giuseppe Antonio Pujati, medico italiano (n. 1701)
- 15 giugno - Sigismondo Tudisi, vescovo cattolico dalmata (n. 1692)
- 17 giugno - Louis-Guy de Guérapin de Vauréal, vescovo cattolico e diplomatico francese (n. 1688)
- 20 giugno - Giovanni Battista Mesmer, cardinale italiano (n. 1671)
- 22 giugno - Joaquín Fernández de Portocarrero, cardinale spagnolo (n. 1681)
- 24 giugno - Jean-Baptiste de Mirabaud, scrittore e traduttore francese (n. 1675)
- 30 giugno - Teresa Albuzzi-Todeschini, cantante lirica italiana (n. 1723)
- 30 giugno - Gaetano Dardanone, pittore italiano (n. 1688)

## Luglio(3)
- 29 luglio - Stefano Orlandi, pittore italiano (n. 1681)
- 29 luglio - Heinrich von Podewils, politico prussiano (n. 1696)
- 31 luglio - Adrien Manglard, pittore francese (n. 1695)

## Agosto(7)
- 5 agosto - Eugénio dos Santos, architetto e ingegnere portoghese (n. 1711)
- 12 agosto - Nicolaus Ephraim Bach, organista e compositore tedesco (n. 1690)
- 12 agosto - Annibale Pio Fabri, tenore e compositore italiano (n. 1697)
- 20 agosto - Sulaiman Badrul Alam Shah di Johor, sovrano malese (n. 1699)
- 22 agosto - Agapito Mosca, cardinale italiano (n. 1678)
- 24 agosto - Gabriele Bonomo, teologo, matematico e filosofo italiano (n. 1694)
- 30 agosto - Maria Gabriella Eleonora di Borbone, badessa francese (n. 1690)

## Settembre(2)
- 11 settembre - Louis Godin, astronomo francese (n. 1704)
- 27 settembre - Maria Amalia di Sassonia, nobile (n. 1724)

## Ottobre(7)
- 11 ottobre - George Murray, generale scozzese (n. 1694)
- 19 ottobre - Andrea Bolzoni, incisore italiano (n. 1689)
- 19 ottobre - Charles Lawrence, militare inglese (n. 1709)
- 23 ottobre - Domenico Zicari, arcivescovo cattolico italiano (n. 1690)
- 24 ottobre - Giuseppe Maria Orlandini, compositore italiano (n. 1676)
- 25 ottobre - Giorgio II di Gran Bretagna, re (n. 1683)
- 28 ottobre - Andrea Adolfati, compositore italiano

## Novembre(7)
- 5 novembre - Giovan Maria Borsotto, architetto svizzero (n. 1683)
- 19 novembre - Christoph Matthäus Pfaff, teologo tedesco (n. 1686)
- 20 novembre - Giovanni Carlo Galli da Bibbiena, architetto e disegnatore italiano (n. 1717)
- 21 novembre - Antonio Brancato, presbitero italiano (n. 1688)
- 22 novembre - Charles Alston, botanico e medico scozzese (n. 1683)
- 28 novembre - Pietro Paolo Vasta, pittore italiano (n. 1697)
- 29 novembre - Friederike Caroline Neuber, attrice teatrale tedesca (n. 1697)

## Dicembre(5)
- 8 dicembre - Francesco Conti, pittore italiano (n. 1682)
- 14 dicembre - Andrija Kačić Miošić, poeta, scrittore e presbitero croato (n. 1704)
- 21 dicembre - Philipp Hieronymus Brinckmann, incisore e pittore tedesco (n. 1709)
- 21 dicembre - Girolamo Pamphili, IV principe di San Martino al Cimino e Valmontone, principe italiano (n. 1678)
- 31 dicembre - Jean Moreau de Séchelles, funzionario e politico francese (n. 1690)

## Senza giorno specificato(19)
- Girolamo Abos, compositore maltese (n. 1715)
- Pierre-Alexandre Aveline, incisore e illustratore francese (n. 1702)
- Ba'al Shem Tov, rabbino e mistico polacco (n. 1698)
- François Carlier, architetto francese (n. 1707)
- Rocco Cerruti, compositore italiano
- Donato Paolo Conversi, pittore italiano (n. 1697)
- Elisabetta D'Afflisio Moreri, attrice teatrale italiana (n. 1715)
- William Duncan, filosofo scozzese (n. 1717)
- Pietro Gandini, attore teatrale italiano (n. 1701)
- Matei Ghica, nobile rumeno
- Leopoldo Gonzaga, nobile italiano (n. 1716)
- Charles Hayes, matematico inglese (n. 1678)
- Jean-Baptiste Cope, politico nativo americano (n. 1698)
- Andrea Leoncini, pittore italiano (n. 1708)
- Giovanni Antonio Medrano, architetto, ingegnere e militare italiano (n. 1703)
- Francesco Valletta, letterato, filologo e storico italiano (n. 1680)
- Odoardo Warren, militare, ingegnere e cartografo irlandese
- Jacob Benignus Winslow, anatomista danese (n. 1669)
- Étienne Bâtard, politico nativo americano